# Galeichthys
Galeichthys is een geslacht van straalvinnige vissen uit de familie van christusvissen (Ariidae). Het geslacht is voor het eerst wetenschappelijk beschreven in 1840 door Cuvier & Valenciennes.

## Soorten
- Galeichthys ater Castelnau, 1861
- Galeichthys feliceps Valenciennes, 1840
- Galeichthys peruvianus Lütken, 1874
- Galeichthys trowi Kulongowski, 2010